# Vereniging Dragers Bronzen Leeuw en Bronzen Kruis
De Vereniging Dragers Bronzen Leeuw en Bronzen Kruis werd op 5 mei 1970 opgericht en was een Nederlandse vereniging van oorlogsveteranen. Dragers van de Bronzen Leeuw en het Bronzen Kruis konden lid worden. 
Op 17 april 2008 werd bij besluit van de algemene vergadering de naam gewijzigd in "Vereniging Dragers Militaire Dapperheidsonderscheidingen". De vereniging breidde daarop haar ledenkring uit met dragers van het Kruis van Verdienste, het Vliegerkruis en in principe ook de Ridders der Militaire Willems-Orde, al hebben deze hun eigen Koninklijke Vereniging van Ridders der Militaire Willems-Orde.